# John Campbell Merriam
John Campbell Merriam (Hopkinton, Iowa, 1869. október 20. – Oakland, Kalifornia, 1945. október 30.) amerikai paleontológus. Ő volt az első őslénykutató, aki a gerinceseket tanulmányozta az Amerikai Egyesült Államok nyugati partján. Az ő nevéhez fűződik számos Los Angeles-i La Brea-kátránytóban talált fosszilis, gerinces taxon, valamint Smilodon példány leírása.

## Élete és munkássága
A helybéli postamester és bolttulajdonos fia volt. Fiatalemberként már elkezdte begyűjteni az iowai otthona környékén talált paleozoikumi gerinctelenek kövületeit. Iowában a Lenox kollégiumtól tudományos fokozatot kapott, ezután elment a Kaliforniai Egyetemre, ahol geológiát és botanikát tanult Joseph LeConte alatt. Később elutazott a németországi Münchenbe, ahol a híres őslénykutató, Karl Alfred von Zittel felügyelete alatt elmélyült a paleontológiában. 1894-ben hazatért az USA-ba és a Kaliforniai Egyetem egyik tanáraként dolgozott. Itt egyaránt tanított a gerincesek és gerinctelenek őslénykutatásáról.
1901-ben az egyik beszéde arra késztette Annie Montague Alexandert, hogy pénzügyileg támogassa Merriam felfedezőútját az oregoni Fossil Lake-hez. Alexander, aki szenvedélyes kövületgyűjtő és a paleontológusok elkötelezett szponzora volt, Merriam számos felfedezőútját fizette. Ezekből a legjelentősebb utak: az 1902-es és 1903-as shasta-hegyi felfedezőút, valamint az 1905-ös, nevadai West Humboldt Range-ben tett Saurian Expedition. Ez utóbbi expedíció során Merriam 25, igen kiváló állapotban levő ichthyoszaurusz maradványra bukkant.
1912-ben kinevezték a Kaliforniai Egyetem őslénykutatási részlegének igazgatójává. Még abban az évben Merriam elkezdte tanulmányozni a La Brea-kátránytóban talált gerincesek maradványait. Ő és diákjai rengeteg gerinces kövületet rendszereztek e lelőhelyről. A Smilodon később Kalifornia állam címer fosszíliájává vált.
1918-ban társalapítója volt a nonprofit Save-the-Redwoods League-nek, amely a megmaradt mamutfenyő erdőket hivatott védelmezni. 1922-ben Merriam elutazott a kaliforniai Humboldt megyébe, hogy felmérje a helyzetet az ottani mamutfenyő erdőkkel kapcsolatosan. Tanúja volt a San Francisco közelében levő mamutfenyő erdő kivágásának.
1920-ban megválasztották dékánnak, de még ugyanabban az évben otthagyta az egyetemet és átköltözött Washingtonba, ahol a Carnegie Institution for Science nevű tudományos kutatóközpont elnöke lett. Merriam eljöttével az egyetem összevonta az őslénykutató és a geológiai osztályokat, ez azonban megharagította Annie Montague Alexandert, aki azelőtt pénzzel támogatta az egyetem paleontológiai múzeumának létrejöttét. Mivel Merriam idejét nagyjából lefoglalta a tudományos kutatóközpont vezetése, karrierje hátralevő részében kevesebbet foglalkozott a kövületek tanulmányozásával. Elnöksége alatt segített a National Park Service-nek az oktatóprogramok bevezetésével, valamint az utolsó megmaradt kaliforniai tengerparti mamutfenyő (Sequoia sempervirens) erdők megőrzésében.
John Campbell Merriam alapító tagja volt a Galton Társaságnak (Galton Society) és mérsékelt politikai pártfogója volt az eugenikának.

## John Campbell Merriam által alkotott és/vagy megnevezett taxonok
Azok a taxon nevek, amelyek nincsenek belinkelve, manapság csak szinonimák (az alábbi lista nem teljes).
- Ilingoceros Merriam, 1909
- Merychippus californicus Merriam, 1915
- Hyaenognathus Merriam, 1903 – Borophagus
- Porthocyon Merriam, 1903 – Borophagus
- Aenocyon Merriam, 1918[1]

### Fordítás
- Ez a szócikk részben vagy egészben  a   John Campbell Merriam című angol Wikipédia-szócikk ezen változatának fordításán alapul.  Az eredeti cikk szerkesztőit annak laptörténete sorolja fel. Ez a jelzés csupán a megfogalmazás eredetét és a szerzői jogokat jelzi, nem szolgál a cikkben szereplő információk forrásmegjelöléseként.